# Småkroniga stjärnnarcisser
Småkroniga narcisser (Narcissus Småkroniga Gruppen) är grupp i familjen amaryllisväxter som tillhör narcissläktet. Till gruppen förs hybrider som har en blomma per stjälk och små bikronor, inte större än en tredjedel av hyllebladens längd. Motsvarar division 3 - Double i RHS Classified list and international register of Daffodil name.

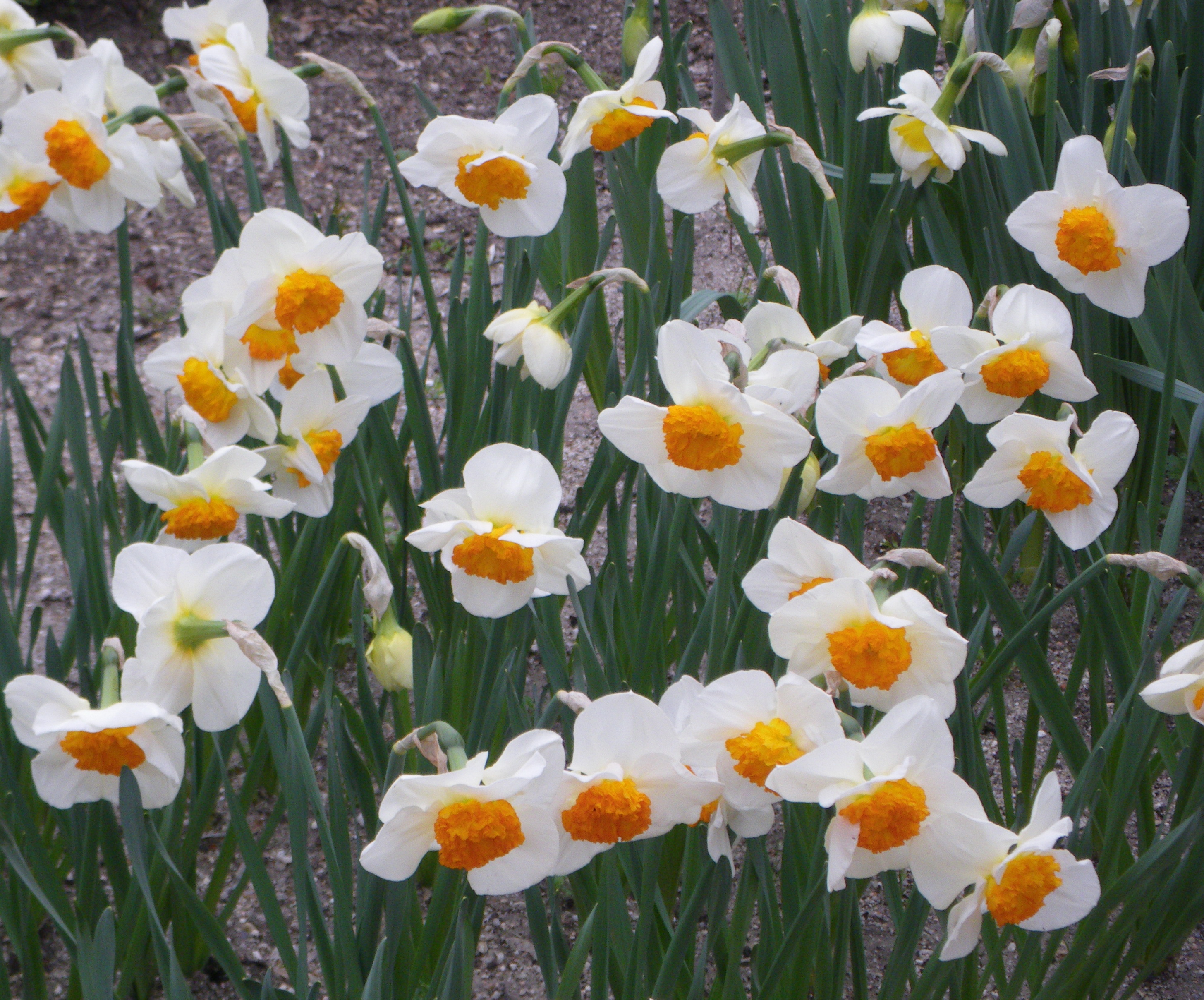
'Amadeus Mozart'
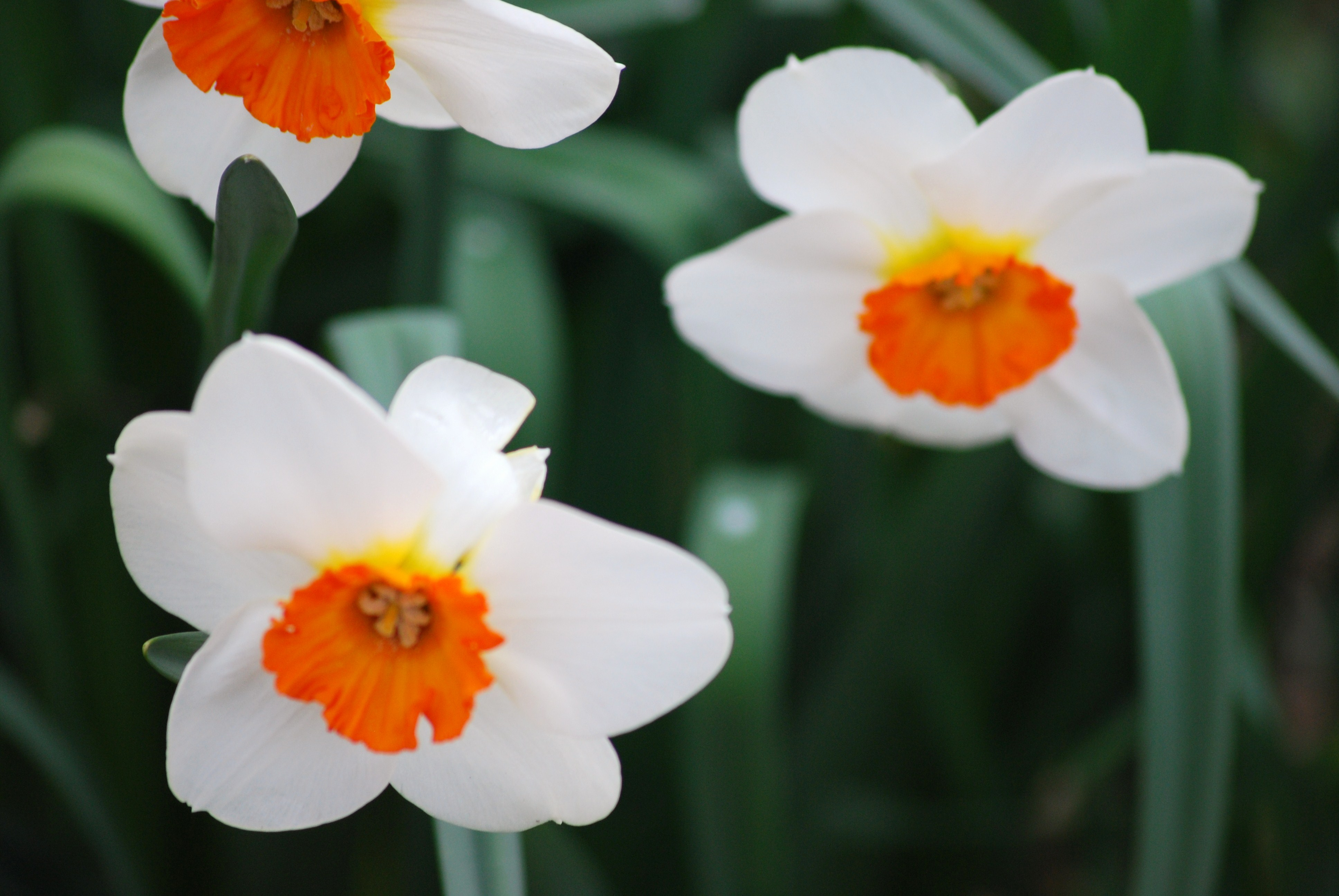
'Barrett Browning'
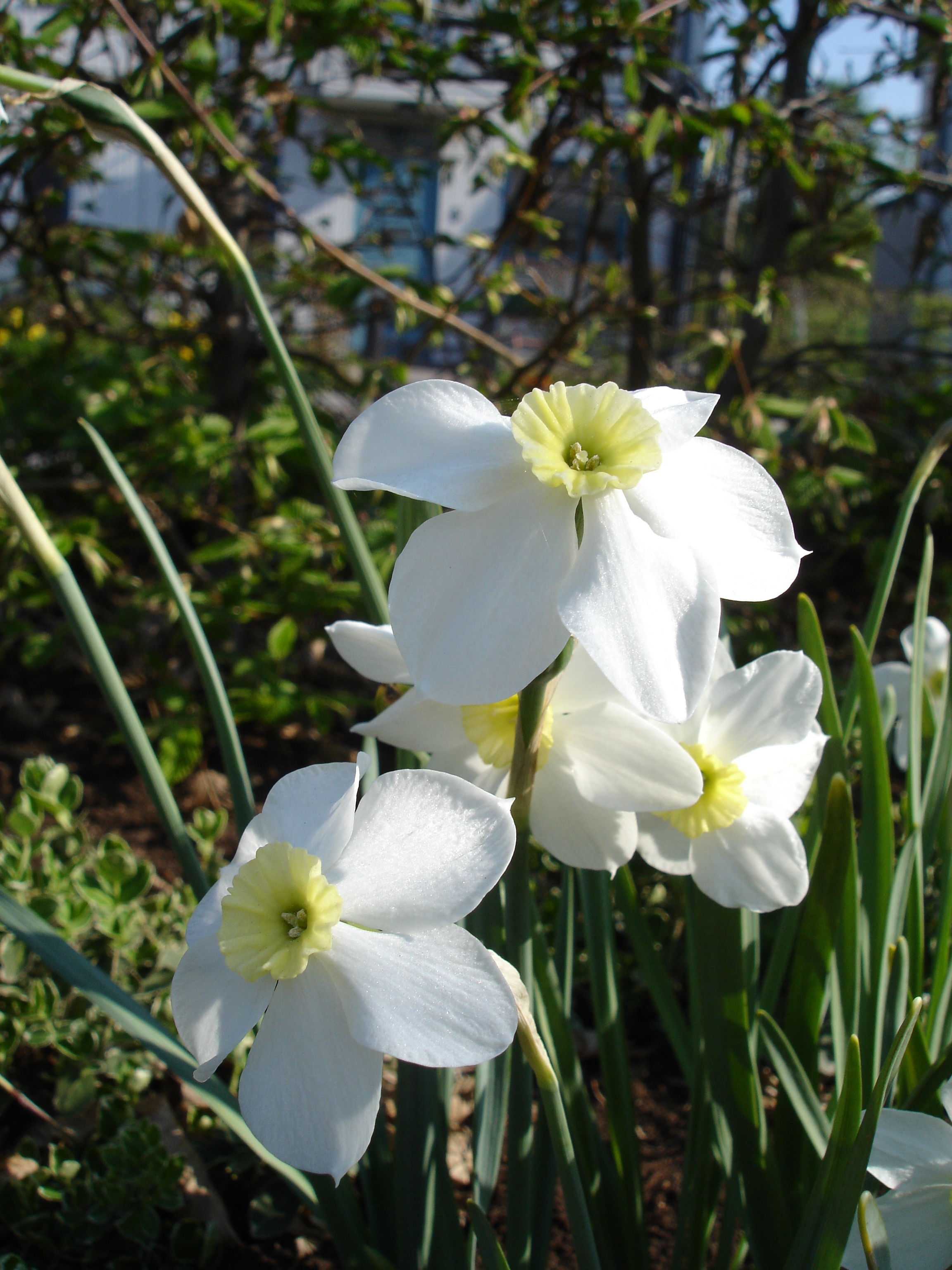
'Segovia'